# 大嬖只
大嬖只（?—?），16世纪后期漠南蒙古女首领，她是朵颜卫都督革兰台重孙女，伯彦帖忽思的女儿。
大嬖只开始嫁给了俺答汗的儿子乞庆哈。她后来被遗弃，自领部众住在古北口塞外，和猛可真都是万历前期活跃在蓟州镇塞外的蒙古女杰。万历十年（1582年），和炒蛮率军到明朝边塞，要求在古北口开放马市，被拒绝，于是率兵掠夺明朝军卒十余人还有在塞外明朝的牧马者，被革除赏赐。万历十四年（1586年）派使者归还所虏人口，得以恢复岁赐。万历十二年（1584年）之后，暗中帮助猛可真向明朝要挟赏赐，袭击明朝边境。万历十六年（1588年），明朝副总兵张臣召大嬖只和至猛可真马兰峪演武场，双方交换人口，结束了冲突。